# Зозуля Руслан Петрович
Русла́н Петро́вич Зозу́ля  (нар. 17 серпня 1966, смт Липовець, Вінницька область) — український політик, колишній народний депутат України.

## Біографія
1983 року закінчив середню школу в смт. Чечельник Вінницької області із золотою медаллю.
У 1989 році закінчив Одеське вище морське училище і здобув спеціальність «Штурман далекого плавання».
Трудову діяльність розпочав у 1989 році штурманом в Дунайському морському пароплавстві.
У 1999 році здобув ступінь магістра з ділового адміністрування у Міжнародному інституті менеджменту.
Після 1997 року працював директором ТОВ «Асканія» (м. Київ).
У 2002 році був кандидатом в народні депутати від виборчого округ № 138, Одеська область, самовисування. Зайняв 3-є місце.
З 2004 року та до обрання народним депутатом України у травні 2006 році працював головою Спостережної ради ВАТ «Гемопласт» (м. Білгород-Дністровський Одеської області).
З 2006 року по 2007 рік був обраний народним депутатом України V скликання від Блоку Юлії Тимошенко.
На позачергових парламентських виборах 2007 року був обраний народним депутатом України до Верховної Ради України шостого скликання від Блоку Юлії Тимошенко, де і працював до 2012 на посаді секретаря Спеціальної контрольної комісії Верховної Ради України з питань приватизації та члена Комітету Верховної Ради України з питань бюджету.
Одночасно з 2008 по 2010 роки навчався у Національній академії державного управління при Президентові України, м. Київ та здобув кваліфікацію магістра державного управління.
На громадських засадах займає пост почесного президента ПрАТ «Росава» (м. Біла Церква).
За значний внесок в розбудову економіки України, створення конкурентноздатного виробництва, рішенням Науково-експертної ради Національної програми «Лідери XXI сторіччя» йому було присвоєне почесне звання «Ділова людина України».